# Monanthotaxis cauliflora
Monanthotaxis cauliflora är en kirimojaväxtart som först beskrevs av Thomas Ford Chipp, och fick sitt nu gällande namn av Bernard Verdcourt. Monanthotaxis cauliflora ingår i släktet Monanthotaxis och familjen kirimojaväxter. Inga underarter finns listade i Catalogue of Life.